# Giovanni Pesaro
Giovanni Pesaro (Venezia, 1º settembre 1589 – Venezia, 30 settembre 1659) fu il 103º doge della Repubblica di Venezia dall'8 aprile 1658 fino alla sua morte.

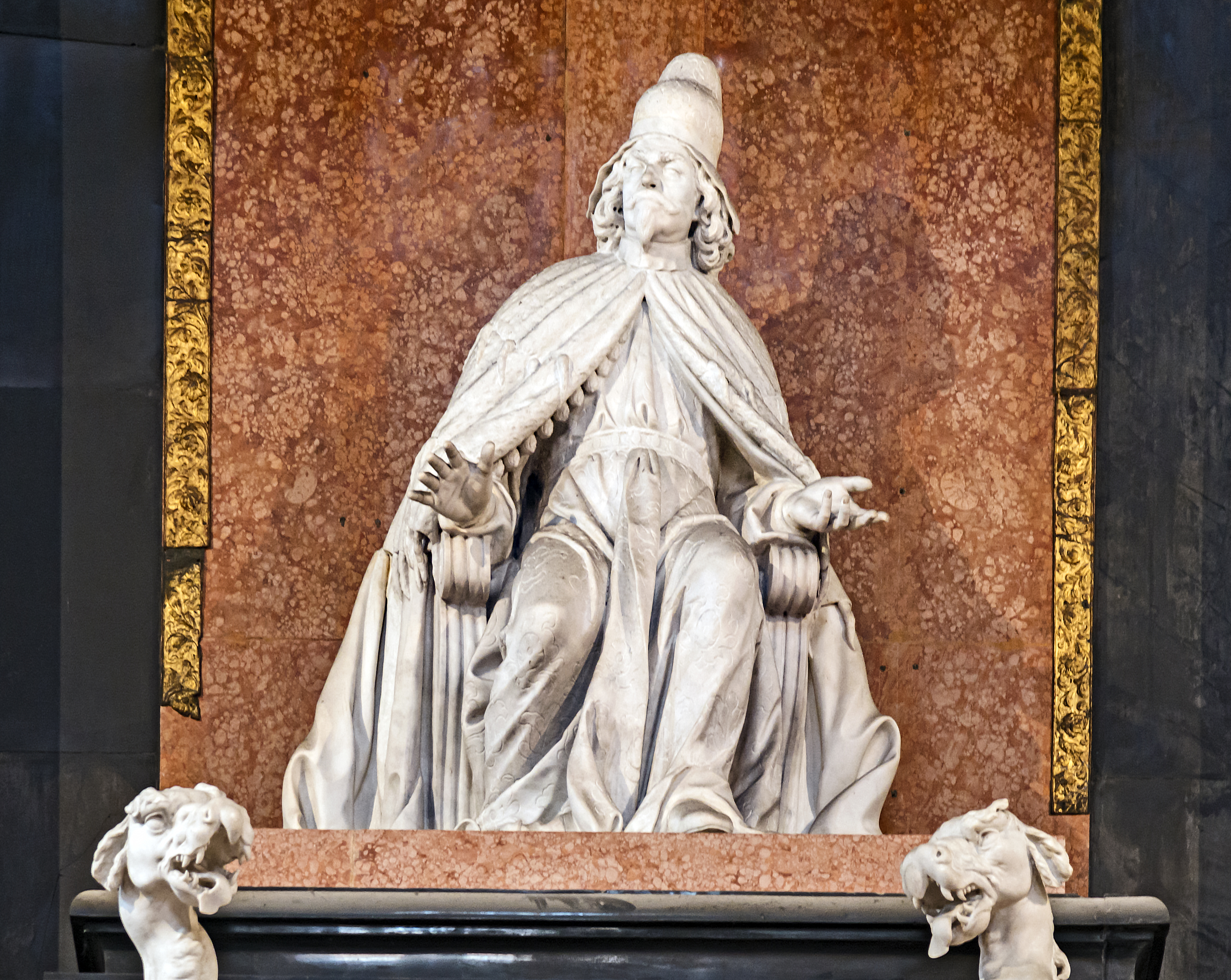
Statua di Giovanni Pesaro nella Basilica dei Frari a Venezia

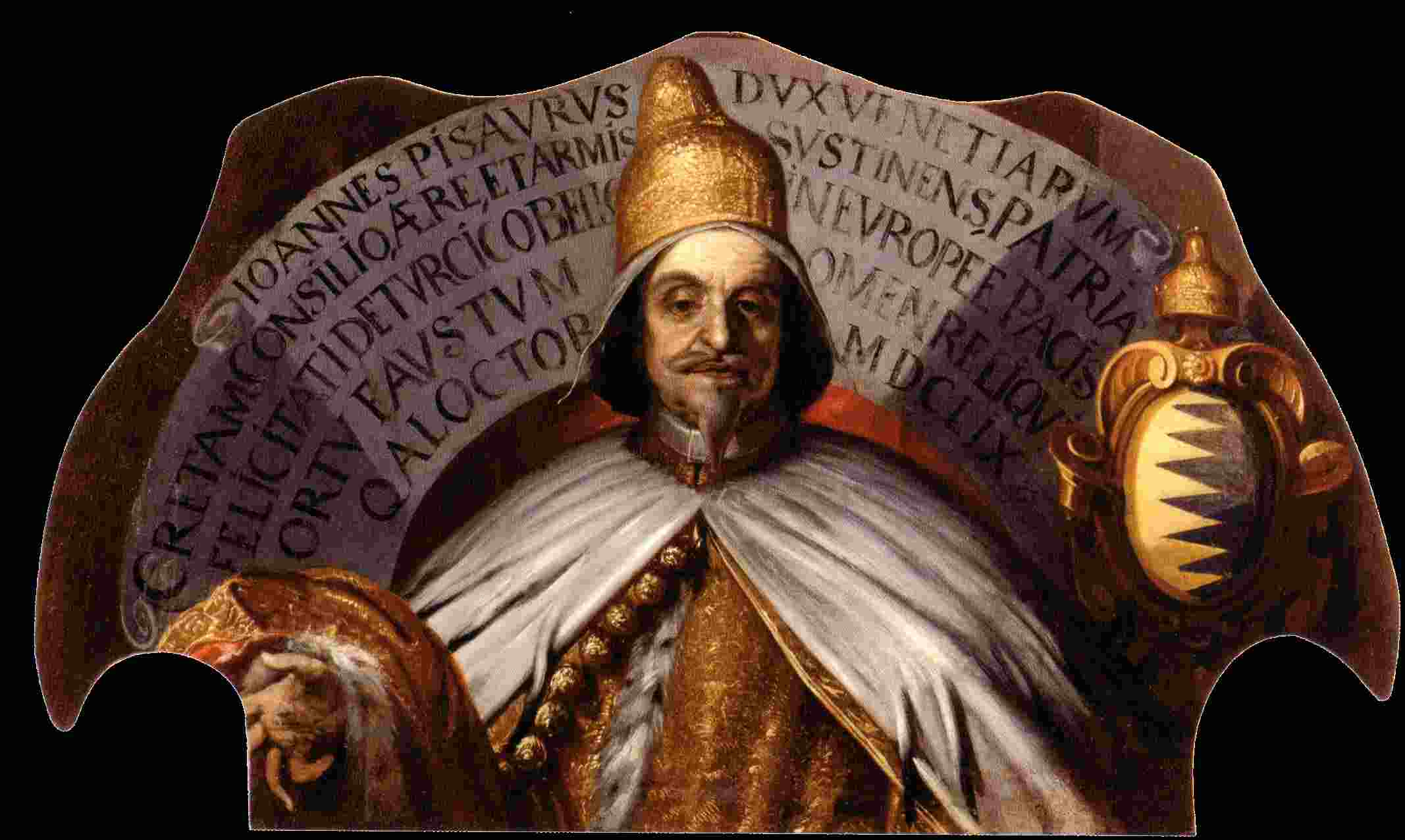
Doge Pesaro, Palazzo Ducale

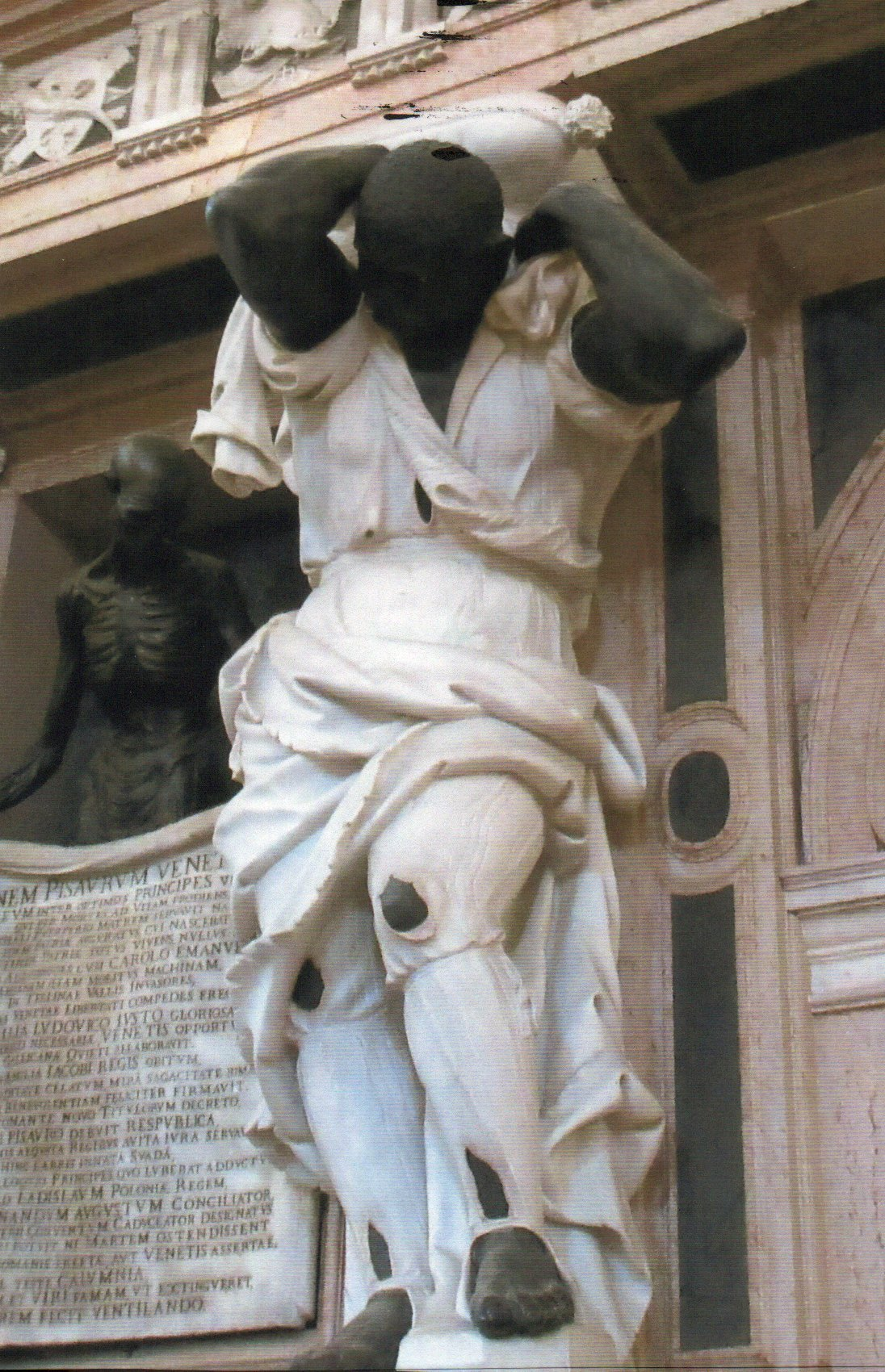
Monumento Doge Pesaro, Telamone

Durante il suo breve regno proseguì la ventennale guerra di Candia.

## Vita
Figlio di Vettor ed Elena Soranzo, uomo ricchissimo, fece una rapida carriera nell'amministrazione pubblica venendo eletto più volte senatore e consigliere, giungendo a ricoprire in un paio di occasioni la carica di Vice-doge.
Nonostante tutti questi onori numerose macchie infamanti oscurarono a lungo il suo nome: nel 1642 aveva abbandonato la guarnigione di Pontelagoscuro all'arrivo dei nemici nonostante ne fosse il comandante, durante gli anni successivi s'era macchiato di malversazione ed appropriazione indebita.
Durante un rettorato in terraferma aveva rubato dalle proprietà dei suoi amministrati.
Vedovo di Lucia Barbarigo, si diceva che avesse sposato una governante dai facili costumi.
Il fratello venne bandito a vita per numerosi crimini.
Eppure, pur con queste macchie, il Pesaro era riuscito a risalire pian piano la china e poco prima, con un lungo discorso al Maggior Consiglio, aveva convinto i nobili, titubanti, a proseguire la guerra offrendo egli stesso 60.000 ducati.
Questo nuovo atteggiamento gli fruttò grandi consensi tra le famiglie aristocratiche e gli permise di candidarsi allo scrutinio del 1658.

## Dogado
L'8 aprile 1658 riuscì sin dal primo scrutinio ad imporsi sugli altri, grazie all'appoggio della maggior parte dei nobili. Sofferente da tempo di problemi di salute, nel giugno del 1658 venne colpito da una malattia sconosciuta e perse tutti i denti. Il doge Pesaro morì il 30 settembre 1659 dopo soli diciassette mesi di governo e venne sepolto con grande pompa nella basilica dei Frari, dove gli fu poi eretto un sontuoso monumento.
Nella sala dello Scrutinio del Palazzo Ducale il suo ritratto è accompagnato da un cartiglio con una scritta in latino che recita: "Ioannes Pisarus dux Venetiarum Cretam consilio aere et armis sustinens, patriae felicitati de Turcico bello in Europae pacis ortu faustum omen reliqui, Kal octob. MDCLIX (Giovanni Pesaro doge di Venezia, sostenendo Creta con consiglio, denaro e armi, per la felicità della patria impegnata nella guerra turca lasciai un buon auspicio, al sorgere della pace in Europa. Primo di ottobre 1659)".